# Municipio de Jackson (condado de Nevada)
El municipio de Jackson (en inglés: Jackson Township) es un municipio ubicado en el condado de Nevada en el estado estadounidense de Arkansas. En el año 2010 tenía una población de 105 habitantes y una densidad poblacional de 1 personas por km².

## Geografía
El municipio de Jackson se encuentra ubicado en las coordenadas 33°35′50″N 93°9′30″O / 33.59722, -93.15833. Según la Oficina del Censo de los Estados Unidos, el municipio tiene una superficie total de 105.48 km², de la cual 105,41 km² corresponden a tierra firme y (0,06 %) 0,07 km² es agua.

## Demografía
Según el censo de 2010, había 105 personas residiendo en el municipio de Jackson. La densidad de población era de 1 hab./km². De los 105 habitantes, el municipio de Jackson estaba compuesto por el 24,76 % blancos, el 74,29 % eran afroamericanos, el 0,95 % eran amerindios. Del total de la población el 0 % eran hispanos o latinos de cualquier raza.